# تپه تالینه
تپه تالینه مربوط به سده‌های میانه دوران‌های تاریخی پس از اسلام است و در شهرستان دالاهو، بخش مرکز ی، دهستان حومه، ۷۰۰ متری شمال روستای سرچقا واقع شده و این اثر در تاریخ ۲۷ اسفند ۱۳۸۶ با شمارهٔ ثبت ۲۲۴۰۳ به‌عنوان یکی از آثار ملی ایران به ثبت رسیده است.